# René-Antoine Ferchault de Réaumur
René-Antoine Ferchault de Réaumur (n. 28 februarie 1683, La Rochelle, Poitou-Charentes, Franța – d. 17 octombrie 1757, Saint-Julien-du-Terroux, Pays de la Loire, Franța) a fost un naturalist francez, cu contribuții în mai multe domenii, printre care și entomologia. El a întreprins cercetări în domeniul măsurării temperaturii, inventând un termometru, precum și în metalurgie (producerea oțelului), a producerii sticlei și a hârtiei.